# Markvart IV.
Markvart IV. ali tudi Markvart IV. Eppensteinski (* okoli 1010; † 1076) iz plemiške družine Eppenštajncev je bil od leta 1039 grof Eppenštajnski na Koroškem, grof v Viehbachgau, med letoma 1070 in 1076 mejni grof Krajnske in Istre, od 1073 do 1076 vojvoda Koroške, od 1064 do 1074 advokat (Vogt) Ogleja kot tudi advokat Briksna med letoma 1067 in 1076.

## Življenje
Markvart je bil najstarejši sin Adalbera Eppenštajnskega, koroškega vojvode in Beatrice Švabske, hčere švabskega vojvode Hermana II.
Po smrti cesarja Konrada II. leta 1039, je nemški kralj Henriku III. Eppenštajnskemu leta 1035 vrnil vso zaplenjeno posest in Markvard IV. je kot grof na Koroškem bil dejanski koroški gospodar. Okoli leta 1065 je postavil grad Trebinje  (nem.: Burg Treffen) približno 10 km severno od Beljaka. Leta 1070 je postal mejni grof Istre in Kranjske, leta 1072 je  spremljal kralja Henrika IV. na vojnem pohodu proti Ogrom in postal konec leta 1072, po odstavitvi koroškega vojvode Bertolda je postal koroški vojvoda. Leta 1074 je postal odvetnik (Vogt) Ogleja, vmes je bil tudi odvetnik Briksna (1067). Ustanovil je Samostan svetega Lambrehta in zanj prevzel odvetništvo. Umrl je leta 1076.
Markvart in njegova žena Liutbirg sta po izročilu, ki ga še vedno najdemo v opatiji sv. Lambrehta, pokopana v cerkvi sv. Martina na Greutu (Greith), vzhodno od Neumarkta. Tam je Liutbirg ustanovila ženski samostan.

## Poroka in potomci
Od leta 1045/50 je bil Markvart poročen z Liutbirg († 1103), hčerko grofa Liutolda II. Plainskega. V zakonu sta imela naslednje potomce:
- Leopold (* okoli 1045/50; † 12. maj 1090) koroški vojvoda in veronski mejni grof (1077-1090)
- Henrik III. (* okoli 1050; † 4. december 1122)
- Markvart († pred 16. junij 1076)
- Ulrik († 21. december 1121), opat v St. Gallenu (1077), in kot Ulrik I. Oglejski patriarh (od leta 1086).
- Herman (* okoli 1055; † 1087), (izvoljeni-)škof v Passau (1085–1087)